# Albuquerque (priimek)
Albuquerque je priimek več oseb:    
- André Arcoverde de Albuquerque Cavalcanti, brazilski rimskokatoliški škof
- Bernardo de Albuquerque, mehiški rimskokatoliški škof
- Joaquim Arcoverde de Albuquerque Cavalcanti, brazilski rimskokatoliški nadškof in kardinal
- João de Albuquerque, indijski rimskokatoliški škof
- Juan Alfonso Albuquerque Berión, španski rimskokatoliški škof